# Sreča na vrvici
Sreča na vrvici je slovenski mladinski film, ki je bil posnet leta 1977 po knjigi Teci, teci kuža moj Vitana Mala. Isto leto je pisatelj napisal knjigo Sreča na vrvici direktno po filmu.

## Vsebina
Glavna oseba v filmu je deček Matic z ljubljanskega blokovskega naselja, ki ga ima mama sicer rada, a ima težave sama s seboj in s svojim delom v službi. Matičev oče je namreč službeno v Libiji. Matic ima nasprotnike tudi med vrstniki; v nesreči mu na pomoč priskoči Rok, fant njegovih let, s katerim postaneta najboljša prijatelja. Nenadoma pa se Matičevo življenje spremeni, ko ga filmarji povabijo k sodelovanju za glavno vlogo filma. Z njim naj bi igral Jakob - dresiran pes, ki pa se tako naveže na Matica, da dečku psa ob koncu snemanja kar podarijo. 
Tedaj pa se začnejo težave: razbita šipa, ugriz, lajanje, pritožbe stanovalcev bloka ... 
Bo Jakob lahko ostal v bloku? Matičeva mama pod vse večjim pritiskom odda oglas v časopis, da prodaja psa. Matic s prijatelji spretno organizira navidezni nakup psa, resne kupce pa z zvijačo odvrnejo proč.

## Glavne vloge
- Matjaž Gruden - Matic
- Lidija Kozlovič - Matičeva mati
- Nino de Gleria - Rok
- Mitja Tavčar - poglavar Črni Blisk
- Manca Košir - vizažistka
- Ivo Ban - mož na nočni izmeni
- Vesna Jevnikar - Matičeva simpatija Milena